# Geron macquarti
Geron macquarti is een vliegensoort uit de familie van de wolzwevers (Bombyliidae). De wetenschappelijke naam van de soort is voor het eerst geldig gepubliceerd in 1999 door David J. Greathead.